# نور القمر (مسلسل)
نور القمر، مسلسل مصري صدر سنة 2002، من إخراج سامي محمد علي وبطولة عزت العلايلي، سميحة أيوب، رياض الخولي، أحمد خليل، زيزي البدراوي، فتحي عبد الوهاب، نهال عنبر.

## ملخص القصة
تدور الأحداث في حقبة الأربعينيات، عن ضابط حربية والذي يهيم بفتاة غامضة تدعى "نور القمر"، مما بؤدي إلى رفضه الزواج من قريبته التي تحبه، فتتزوج غيره وتعيش سعيدة، يمر الوقت ويجد نفسه لا ينجز أي أمر ذو أهمية في حياته، ويستقيل من عمله الذي لا يحبه ويعمل بالمحاماة ويصير عضو في البرلمان، ويتزوج من أرملة.

## طاقم العمل

### تمثيل
- عزت العلايلي
- سميحة أيوب
- رياض الخولي
- أحمد خليل
- زيزي البدراوي
- نهال عنبر
- فتحي عبد الوهاب
- فتوح أحمد
- سيد عبد الكريم
- رؤوف مصطفى
- مصطفى حشيش
- عادل أمين
- يسري مصطفى
- أحمد فؤاد سليم
- سعد أردش
- محمد ناجي
- لمياء الأمير
- سعيد الصالح
- محمد ريحان
- عفاف حمدي
- محمد الجنايني
- هشام كامل
- مصطفى أنور
- بسام رجب
- متولي علوان
- مصطفى محمود
- محمود محمد احمد
- فاتن عبد الواحد
- طارق مندور
- طارق الأمير
- محمود عبد الغفار
- عبد الله الصفتي
- سليمان حسين
- نهير أمين
- محمد حسن
- كمال الألفي
- زكريا صالح
- عزة جمال
- عبد اللطيف الطحاوي
- أسرار الجمال
- عادل أنور زكي
- محمد نبيل
- صيام حسن جودة
- أشرف عبد الغني
- عفيفي الحمامصي
- مراد عياد
- سعد عبد العظيم
- محمد سراج
- وهيب إميل
- أحمد هاني
- محمد أبو سريع
- آن الترك
- عبد الحميد سند
- توفيق الكردي
- أحمد هشام (طفل)
- حمدي السلكاوي
- هبة عبد الغني
- سامح إبراهيم
- عزة سعيد
- موسى سالم
- محيي الدين عبد الحميد
- علي عبد الرحيم
- مصطفى عبد الفتاح
- جمال حجاج
- عبد العزيز عيسى
- أنور عبد المنعم
- وفاء شديد
- شاهيستا هشام (طفلة)
- محمد صلاح
- علي حسنين
- حمدي السخاوي
- عبد الناصر عبد الجليل
- سيد الرومي
- محمد زين
- سعيد عطية
- أشرف طلبة
- إبراهيم أبو العطا
- حسين محمود
- مصطفى عكاشة
- سلوى عثمان
- محمد عبد الرازق
- يوسف قسطندي
- عبير سيف
- ناريمان نيازي
- صلاح الحسيني
- محمد الأدنداني
- يحيى زكريا
- عبد الرحمن حامد
- محمود الشاذلي

### تصوير
- محمود حامد (مدير التصوير)
- محمد ثابت (مدير التصوير)
- سعد عبد الجواد (مدير التصوير)
- إيهاب فكري (مدير التصوير)
- أحمد هلال (مدير الإضاءة)

### إخراج
سامي محمد علي (مخرج)
أشرف الغزالي (مساعد مخرج أول)
تامر حمزة (مساعد مخرج أول)
عبد السلام جنيدي (مخرج مساعد)

### موسيقى
- جمال بخيت (كلمات الأغاني)
- عمار الشريعي (ألحان وموسيقى تصويرية)
- ريهام عبد الحكيم (غناء)
- حسن صفافة (موسيقى تصويرية)

### تأليف
- نجيب محفوظ (قصة)
- بسيوني عثمان (سيناريو وحوار)

### إنتاج
- قطاع الإنتاج - اتحاد الإذاعة والتلفزيون (ج.م.ع) (منتج)
- محمود حنفي (مدير الإنتاج)

### مونتاج
- محي الدين محمد (مونتاج فيديو)
- سعيد علي (مونتاج فيديو)

### توزيع
- قطاع الشئون المالية والاقتصادية - اتحاد الإذاعة والتلفزيون (ج.م.ع) (موزع)

### ملابس
- مجدي الشامي (تصميم الأزياء)

### ديكور
- إيهاب العوامري (مهندس الديكور)